# Terranova galeocerdonis
Terranova galeocerdonis is een rondwormensoort uit de familie van de Anisakidae. De wetenschappelijke naam van de soort is voor het eerst geldig gepubliceerd in 1927 door Thwaite.